# Данграюм
Да́нграюм или Тангра-Юмцо — бессточное солёное озеро в центральной части Тибетского автономного района на западе Китая. Располагается на территории уезда Ньима в городском округе Нагчу.
Данграюм находится севернее хребта Гандисышань в южной части Тибетского нагорья на высоте 4434 м над уровнем моря. Акватория озера продолговатой формы, ориентирована в субмеридиональном направлении. Площадь водной поверхности около 920 км².
В озеро впадает множество небольших водотоков; с южной стороны впадает крупная река Тарго-Цангпо (Дарго-Дзангбо).